# 李化熙
李化熙（1594年—1669年），字仲郎，號五絃，山東長山縣（今屬鄒平縣）人。明末清初政治人物。

## 生平
天啓四年（1624年）甲子科山東鄉試第六十四名舉人，崇禎七年（1634年）甲戌科進士。都察院觀政，八年授任浙江湖州府推官，十二年丁忧，十四年起河间府推官，十五年升山東佥事，天津道。崇禎十六年（1643年），以都察院副都御史，巡撫四川。道改巡撫陝西，復詔總督三邊，統理西征軍務。
清順治初年，召拜工部右侍郎，疏辭弗獲，不久轉左侍郎，累遷刑部尙書。乞終養。卒年七十六，入祀鄉賢。

## 家族
曾祖李光先，廪生；祖李迓春，庠生；李梦凤，庠生。母宋氏。子李漑之（1627年-1672年），字岱源，官滦州知州。孫李斯佺，兩淮都轉運使、掌鹽法道事。